# Paraflexiolabis ornata
Paraflexiolabis ornata är en tvestjärtart som beskrevs av Steinmann 1988. Paraflexiolabis ornata ingår i släktet Paraflexiolabis och familjen Carcinophoridae. Inga underarter finns listade i Catalogue of Life.